# Sailana
Sailana è una suddivisione dell'India, classificata come nagar panchayat, di 10.903 abitanti, situata nel distretto di Ratlam, nello stato federato del Madhya Pradesh. In base al numero di abitanti la città rientra nella classe IV (da 10.000 a 19.999 persone).

## Geografia fisica
La città è situata a 23° 28' 0 N e 74° 55' 0 E e ha un'altitudine di 478 m s.l.m..

## Società

### Evoluzione demografica
Al censimento del 2001 la popolazione di Sailana assommava a 10.903 persone, delle quali 5.667 maschi e 5.236 femmine. I bambini di età inferiore o uguale ai sei anni assommavano a 1.433, dei quali 746 maschi e 687 femmine. Infine, coloro che erano in grado di saper almeno leggere e scrivere erano 8.168, dei quali 4.687 maschi e 3.481 femmine.